# Semisdraiata

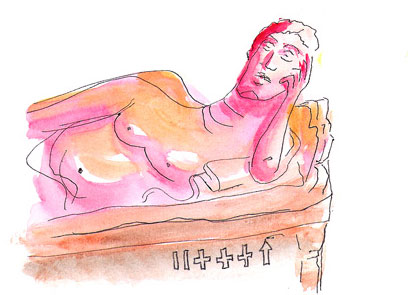
Vue d'artiste de la position semisdraiata de lObeso vu au musée de Tarquinia.

Semisdraiata ou semidistesa (ou semidisteso et semisdraiato au masculin) est un terme italien caractérisant l'attitude d'un personnage en position semi-allongée souvent appuyé sur un coude, l'autre bras allongé le long du corps se terminant souvent par une main tenant une coupe de libation, un attribut de leurs fonctions ou relevant un voile, pour les personnages des défunts sur des sarcophages et des fresques d'époque antique (grecque, étrusque et romaine entre autres).

## Symbolique
Les personnages étant souvent allongés sur des klinai (divans du banquet grec, romain ou étrusque du symposium).

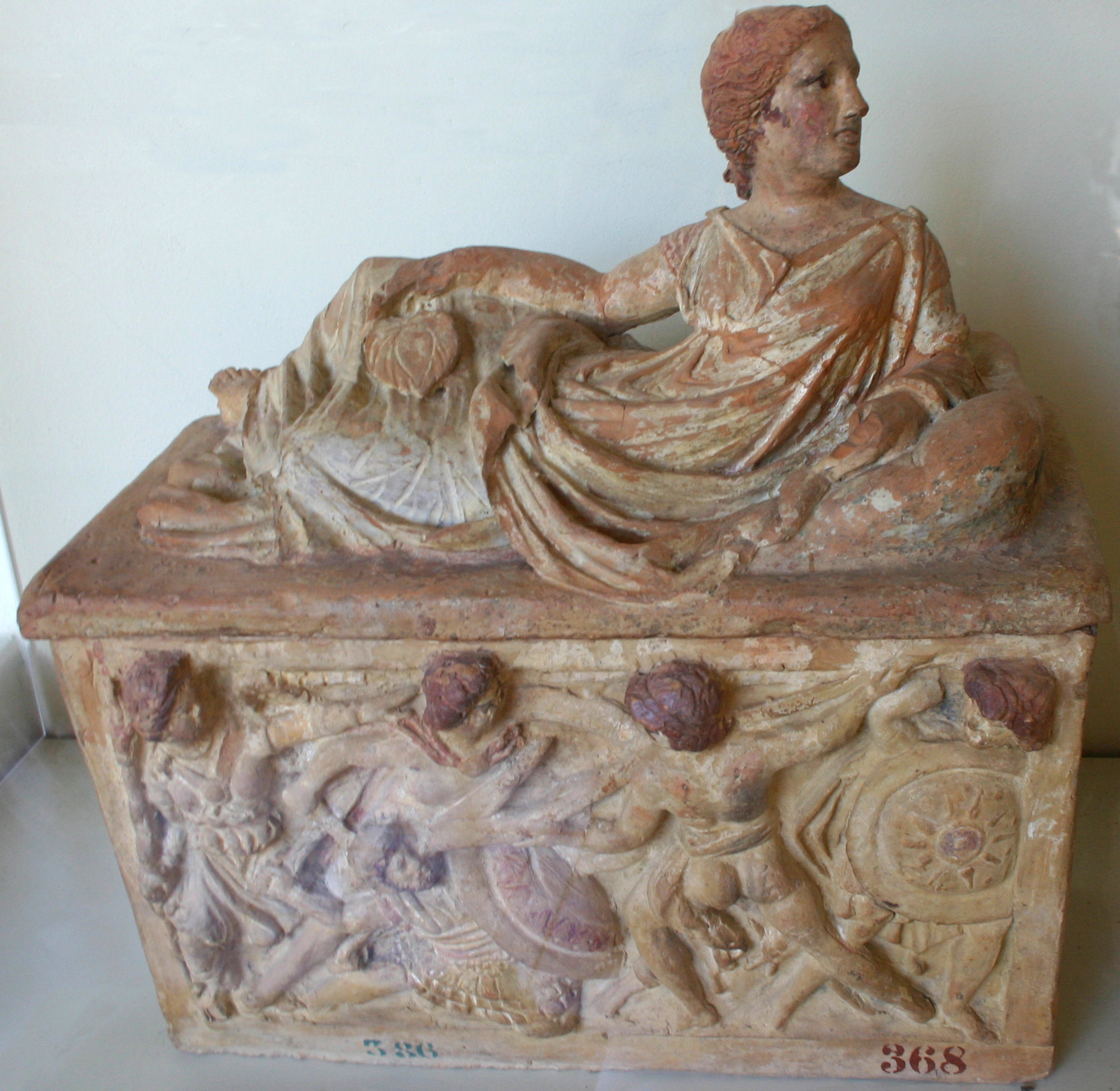
Femme étrusque semisdraiata d'un sarcophage figuré à Pérouse.
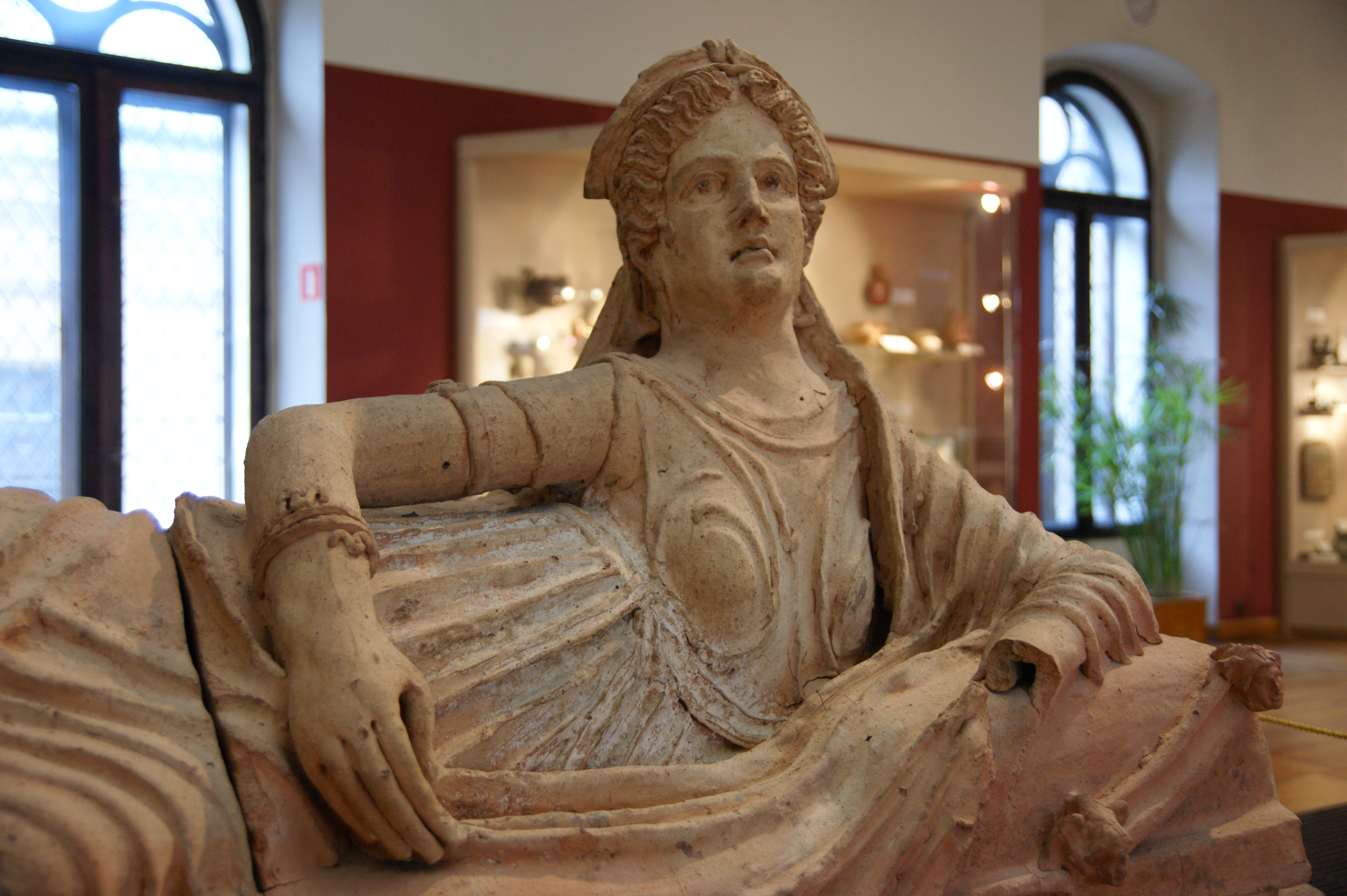
sarcophage en terracotta au Muzeum Czartoryskich.
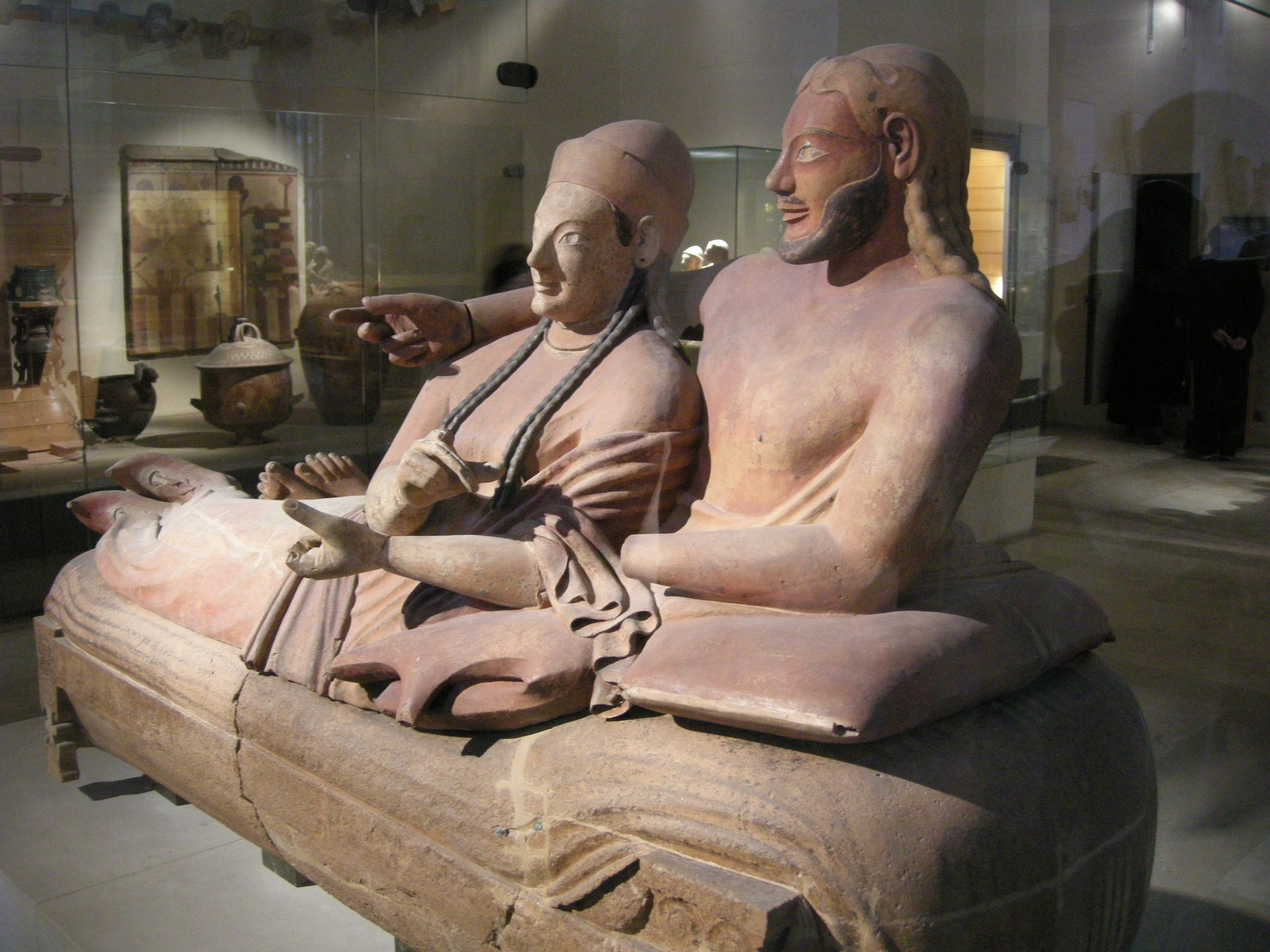
Sarcophage des Époux, couple semidisteso au musée du Louvre.
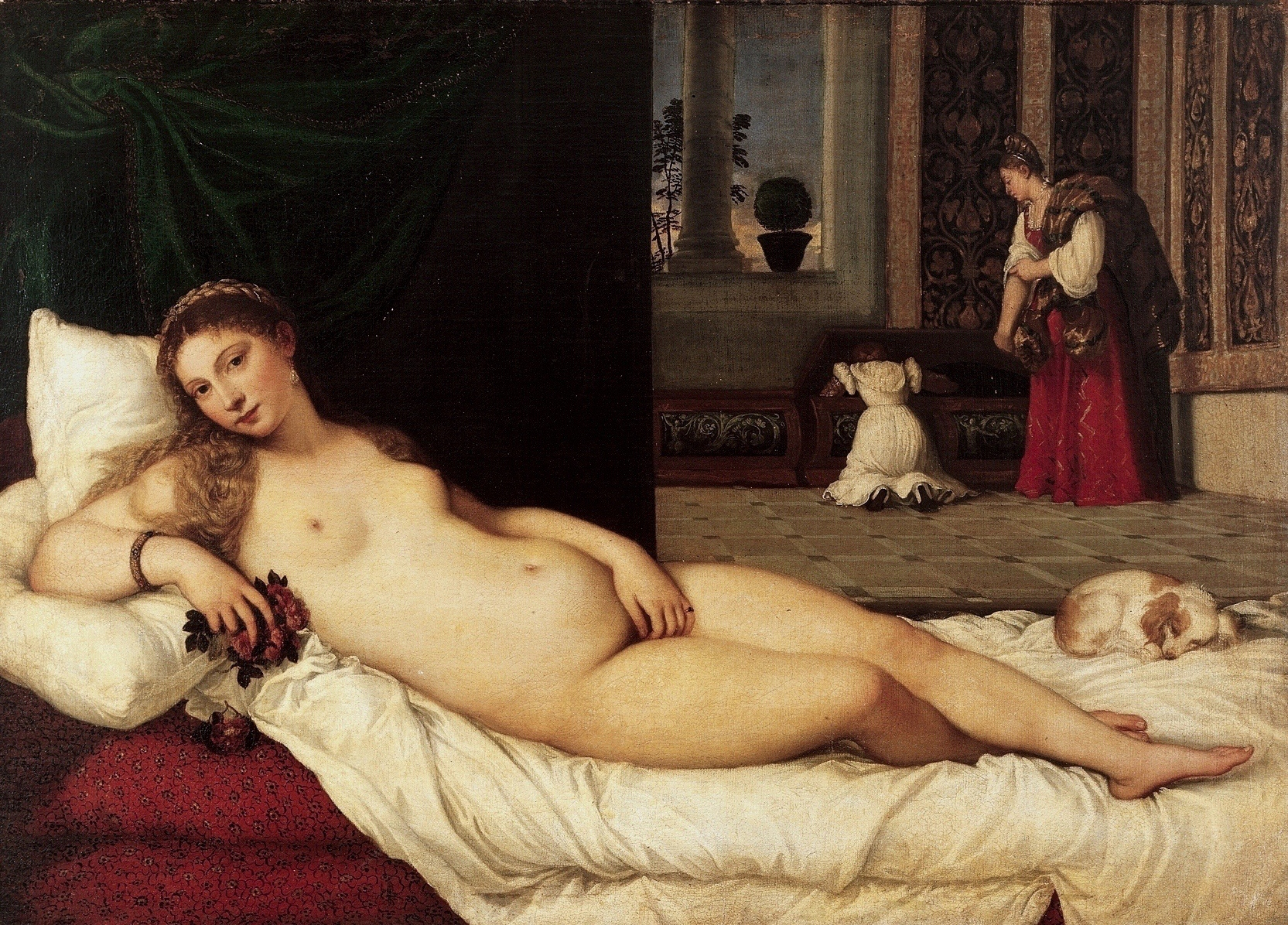
Vénus d'Urbin du Titien.

Cette pose, si elle est devenue classique dans la peinture (Vénus d'Urbin du Titien, Olympia de Manet...), ne sacrifie pas pour autant à la déformation stylistique des proportions humaines de l'esthétique étrusque.

## Sources
- Cartels des sarcophages exposés au musée archéologique national de Tarquinia

## Œuvres typiques de cette posture
- Tous les sarcophages figurés adoptent cette posture, avec en particulier les deux membres du couple des nombreux sarcophages des époux.
- Les fresques de la  tombe du Triclinium de Tarquinia

- Sarcophage dell'Obeso
- Sarcophage de Larthia Seianti